# Arnold Münch
Pour les articles homonymes, voir Münch.
Arnold Münch, né le 3 octobre 1825 à Fribourg-en-Brisgau et mort le 9 janvier 1895 à Windisch, est un avocat suisse, homme politique et un entrepreneur.

## Biographie
Arnold Münch est né le 3 octobre 1825 à Fribourg-en-Brisgau. Après avoir fréquenté les écoles à Vevey et à Fribourg-en-Brisgau, il a suivi des études de commerce, de droit et d'histoire. Il a été un associé de la fabrique de cigares Fendrich & Münch à Rheinfelden. Avocat entre 1852 et 1854, il a été juge suppléant entre 1854 et 1859 puis greffier du tribunal entre 1859 et 1862. De 1862 à 1874, il a été administrateur du district de Rheinfelden tout en étant de 1871 à 1889 chef de l'administration centrale des Salines suisses du Rhin. Membre du Conseil de ville de Rheinfelden entre 1852 et 1854, il a été conseiller national libéral entre 1869 et 1881 puis entre 1881 et 1889 conservateur catholique du canton d'Argovie. Il a œuvré pour la construction du chemin de fer du Bözberg. Il subit une série d'échecs financiers qui le contraint à quitter toutes ses fonctions en 1889. Il est mort à la clinique psychiatrique de Königsfelden le 9 janvier 1895 à Windisch.